# 베를린 바르샤우어 슈트라세역
베를린 바르샤우어 슈트라세역(독일어: Bahnhof Berlin Warschauer Straße)은 베를린 S반(S-Bahn), 지하철(U-Bahn)의 역으로, 독일 베를린의 프리드리히스하인(Friedrichshain) 지역의 슈프레강(Spree) 북부 기슭에 있는 바르샤우어 거리(Warschauer Straße)에 위치한다. 2개의 기차역은 지하철 역에서 인접해 있는 트램까지 합쳐 매일 85,000명이 넘는 승객을 수용한다.

## S반 역
바르샤우어 슈트라세 S반 역은 바르샤우어 교의 동쪽에 위치하고 있다. 역의 현재 구성은 임시 보도교와 두 개의 승강장으로 구성되어 있는데, 하나는 도심행 열차용이고, 다른 하나는 오스트크로이츠역(Ostkreuz) 리히텐베르크(Lichtenberg) 행 열차용이다. 첫번째 역 건물은 1884년 8월 11일에 문을 열었고 1903년까지 운영했다. 카를 코넬리우스(Karl Cornelius)가 디자인 한 두번째 역 건물은 1903년에서 1924년까지 운영했다. 리하르트 브라데만(Richard Brademann)이 디자인 하고 1924년에 건설된 세번째 역 건물은 제2차 세계 대전 동안에 바르샤우어 교의 파괴 때문에 심하게 손상되고, 광대한 복원과 개조를 요구했다.
역은 수십 년 동안 크게 변하지 않았다. 바르샤우어 슈트라세 역은 1983년에 재건되었고, 1986년 12월 20일에 새로운 승강장이 개장되었다. 이는 점점 더 발전되는 도시의 북동쪽 지역인 노이호엔쇤하우젠(Neu-Hohenschönhausen)과 마르찬(Marzahn)에 더 큰 규모의 교통 수단을 제공하기 위한 것이다. 유지 보수 부족으로 인해 역 건물은 급격한 구조적 결함을 일으켰으며 2004년 말에 폐쇄되었다. 곧 역 건물과 승강장이 2005년 4월에 철거되어 임시 보도 및 계단으로 대체되었다.
S반 오스트크로이츠역, 바르샤우어 슈트라세 역, 베를린 동역에 대한 장기적인 개조 및 재건 사업의 일환으로 S반 바르샤우어 슈트라세 역에 새로운 건물과 2개의 새로운 중앙 승강장이 건설되었다. 2012년 3월 B,C 승강장의 운영 중단과 철거가 있었다. 새롭게 재건된 B 승강장은 2013년 5월에 가동되는데, 승강장 한쪽 끝 부분만 활성화되었다. 건설 계획자는 처음에 2013년 여름에 새로운 대합실 건설을 시작할 계획이었으며 2016년 개장했다. 건설은 2016년에 시작되어 새 건물의 콘크리트와 강철이 완성된 시점까지 빠르게 진행되었다. 7월 2일 일요일 임시 임비스(Imbiss) 길거리 음식 노점중 2개가 철거되고, 새로운 역 건물 측면의 임시 인도교가 철거되었다.

## 지하철역

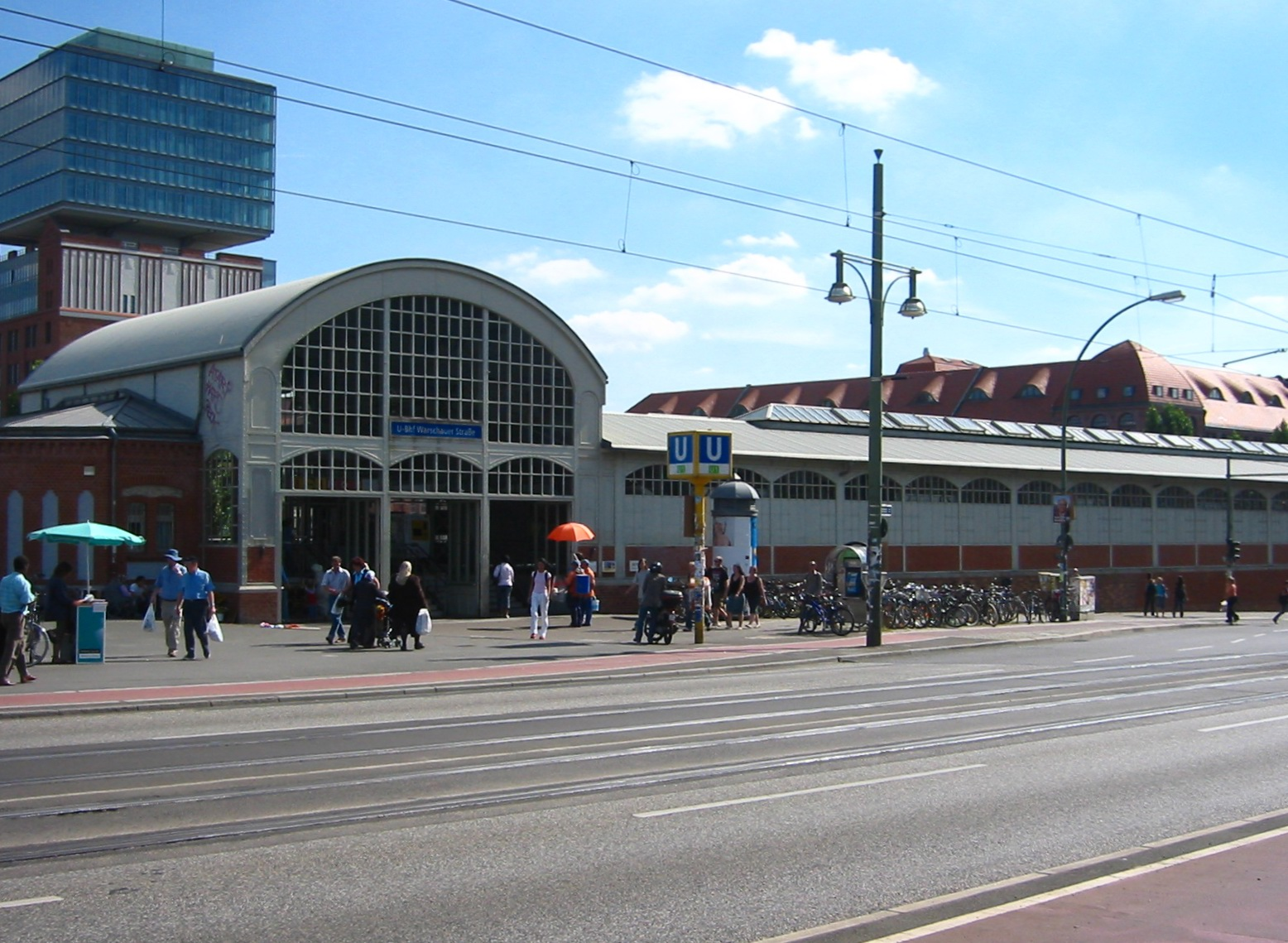
지하철역 건물

지하철역은 지멘스 & 할스케의 건설 사업부에서 건설했고 1902년 8월 17일에 개통했다. 건설 당시의 역명은 바르샤우어 브뤼케역(Warschauer Brücke)이었다. 베를린 지하철의 최초 구간 종착역이었고, 오늘날의 U1 및 U3의 종착역 역할을 담당하고 있다. 길이 360 m, 폭 26 m인 교량 위에 세워져 있고, 교량 하부 구조물은 다양한 목적으로 사용 중이다. 역 근처에는 베를린 지하철 최초의 차량 기지가 설치되었다. 차량 기지는 역 선로와 평행하게 설치되어 있고, 주박선 4선이 있는 기지 건물은 1995년 재개통 당시에 재건축되어 주박 기능만을 담당하고 있다. 1909년에 추가 유치선 8선이 건설되었다.
제2차 세계 대전 종전 이후 역이 폐쇄되었다가 1945년 10월 14일에 재개장했다. 1961년 베를린 장벽이 건설되면서 장벽 동쪽에 있었던 현재의 U1 노선상의 유일한 역이었기 때문에 다시 폐쇄되었다. 역 건물은 근처에 있었던 나르바(Narva) 조명기구 회사 등에서 창고로 사용되었다.
독일의 재통일 이후 폐쇄되었던 바르샤우어 브뤼케역은 과거 외관을 보존하는 방법으로 복원되었다. 이 과정에서 역 내 선로 수는 4선에서 3선으로 축소되었으나 8량 열차가 운행할 수 있도록 승강장이 연장되었다. 지하철역 영업은 1995년 10월 14일에 다시 시작되었고, 북쪽에 있었던 바르샤우어 슈트라세역의 S반과의 환승 기능이 복원되었고 이 과정에서 바르샤우어 슈트라세역(Warschauer Straße)으로 개칭되었다. 재개장 당시에는 크루메 랑케역 방면 U1, 울란트슈트라세역 방면 U15 열차가 운행했다. 2004년 12월 12일 놀렌도르프플라츠역-크루메 랑케역 방면 노선이 독립된 U3이 되었고, U15는 U1로 변경되었다. 보수 공사 등으로 운행이 변경될 때에만 U12 열차가 룰레벤역 방면으로 운행한다.
지하철 노선의 바르샤우어 슈트라세역에서 U5 프랑크푸르터 토어역 방면 연장은 1914년부터 계획되어 있었으나 제1차 세계 대전과 그 여파로 실현되지 못했다. 2011년에 통과된 베를린 도시 개발 계획에서는 최소한 2025년까지는 이 계획이 포함되어 있지 않다. 환승 거리 단축을 위해서 S반 역사 방면으로의 U반 승강장 이설 계획도 추진되지 않을 예정이다. 그 대신 S반 역사에서 U반 역사로 직통하는 인도교가 베를린 시에서 계획되었고 S반 역사 재건축에 따라서 실현되었다.
도시철도역 대합실에는 베를린과 바르샤바의 자매결연에 따라서 1991년 이후에 바르샤바시의 문장이 새겨진 동판이 설치되어 있다.

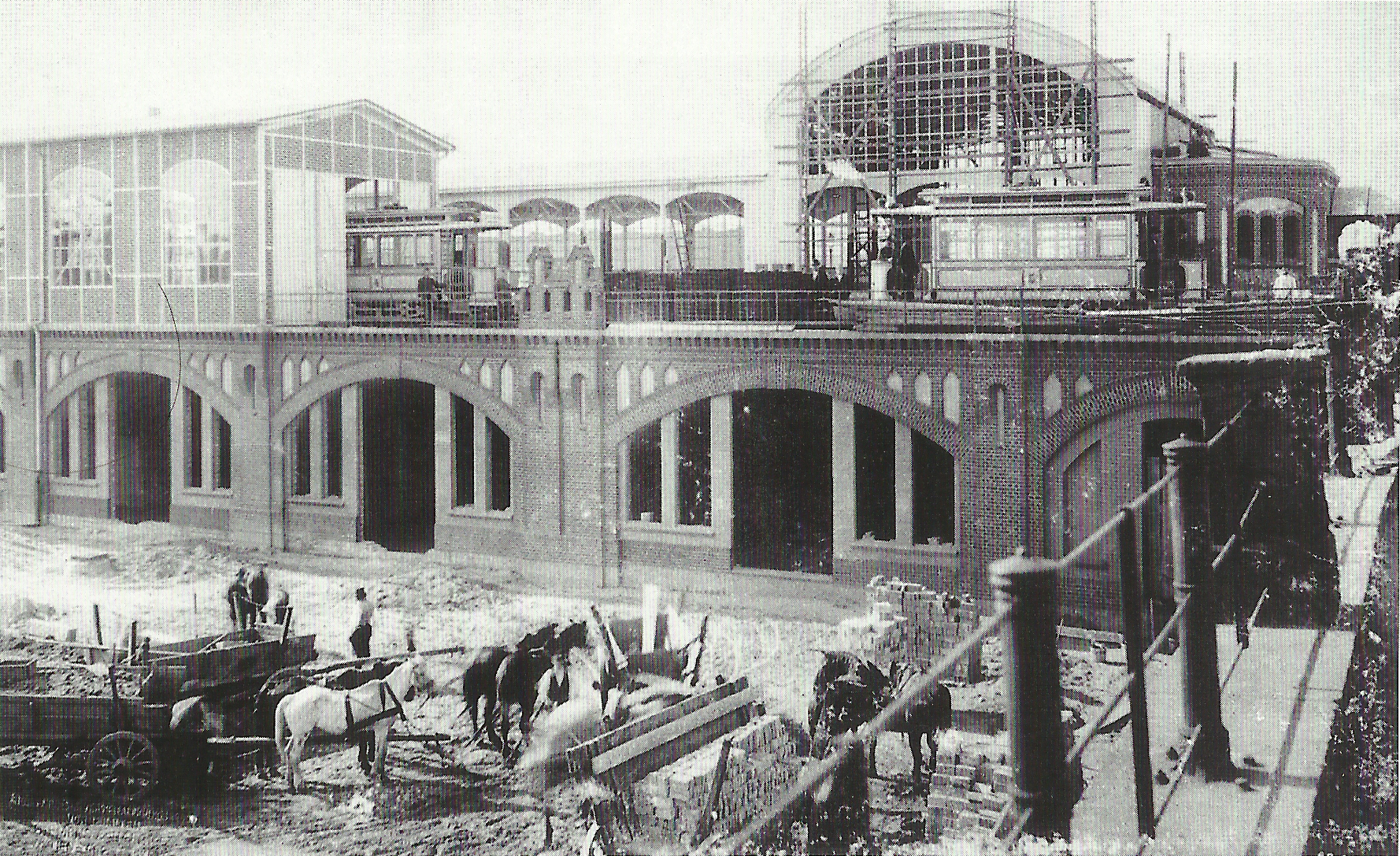
건설 당시 출입구와 유치선, 1901년
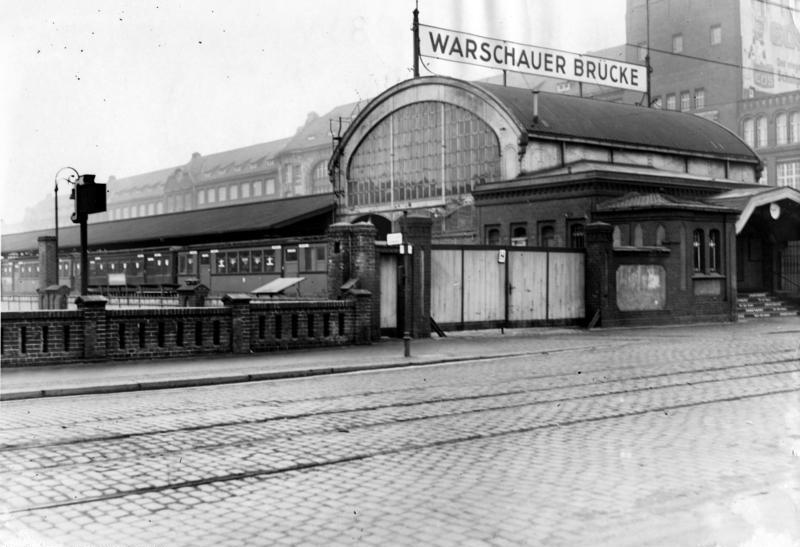
루돌프슈트라세 방면 출입구, 1932년
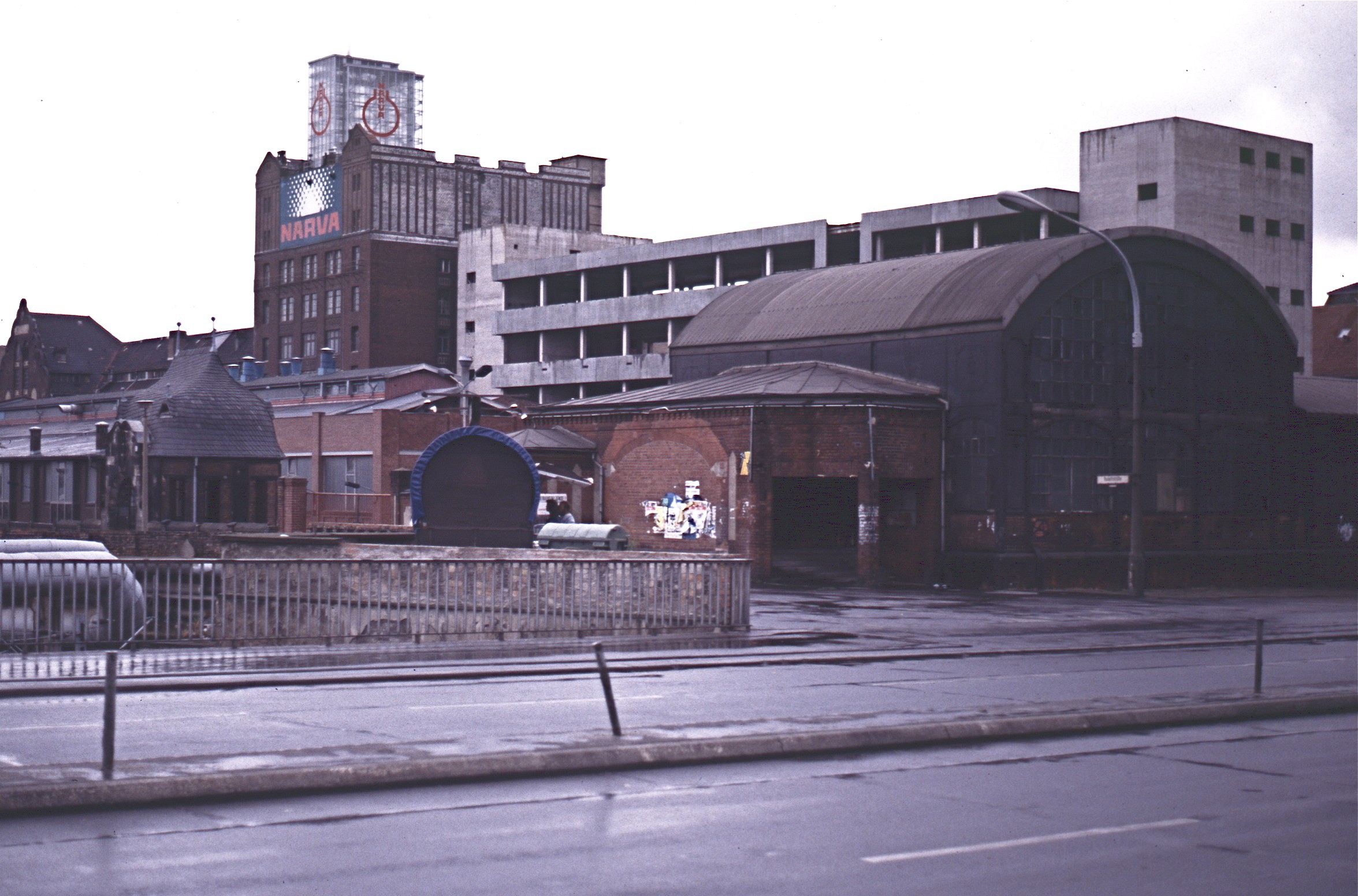
베를린 장벽 건설 이후 폐쇄 기간
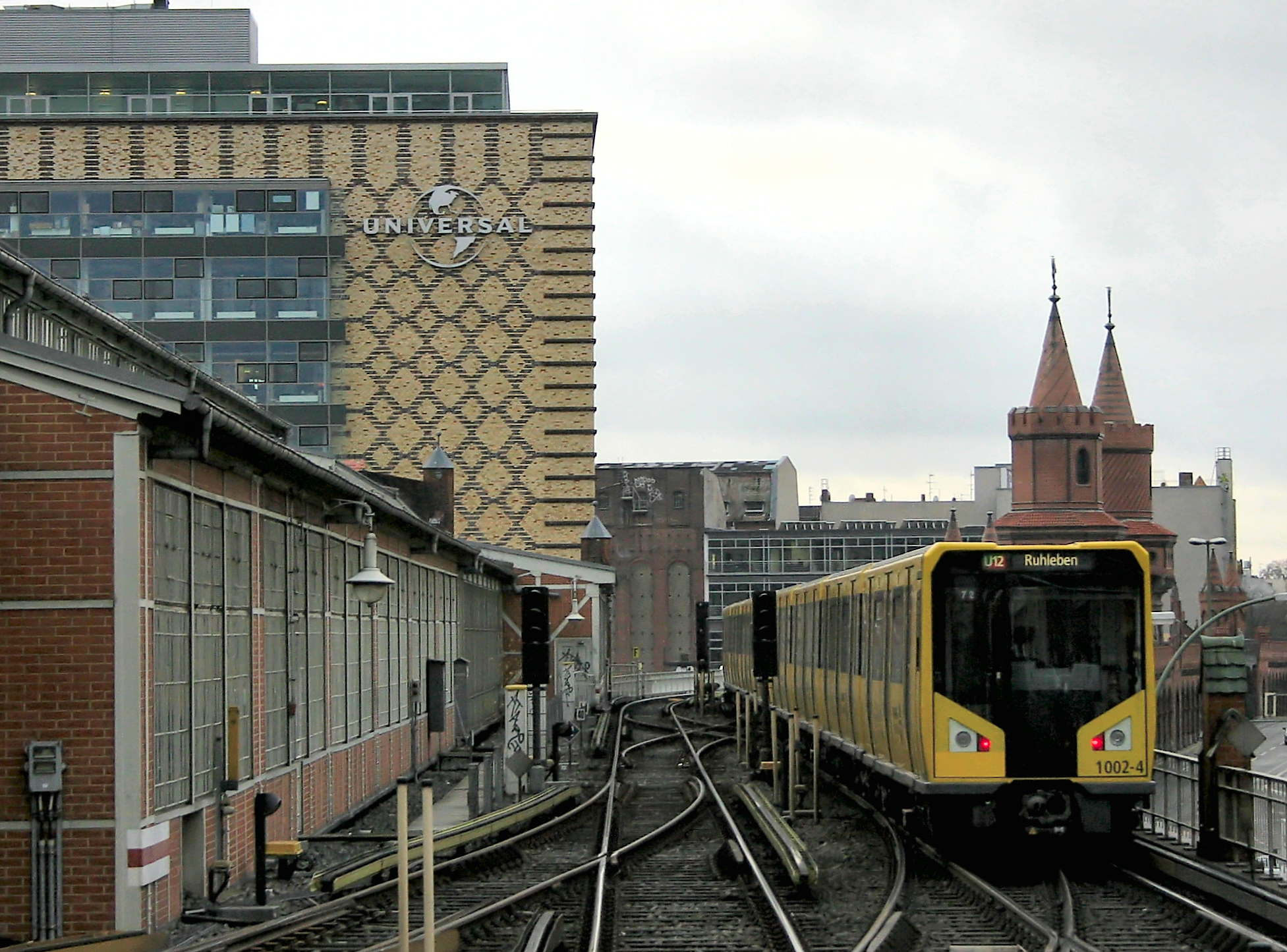
U12 열차 진입

## 인근 역세권
도보거리로 오버바움교, 이스트 사이드 갤러리, 새로운 메르세데스-벤츠 아레나 경기장으로 갈 수 있다. 3개의 디스코텍이 지하철 건물 지하에 있다. 1996년 이후 베를린에서 가장 큰 공연장 중 하나인 매트릭스 클럽(Matrix Club)은 Narva Lounge와 Busche에 최대 9개의 바, 5개의 댄스플로어가 있다.

## 노선 정보
트램 M10, M13번과 베를린 버스 300번으로 환승할 수 있다.
| 베를린 S반                          | 베를린 S반 | 베를린 S반                                  |
| ----------------------------------- | ---------- | ------------------------------------------- |
| 동역 슈판다우 방면                  | S3         | 오스트크로이츠 에르크너 방면                |
| 동역 베스트크로이츠 방면            | S5         | 오스트크로이츠 슈트라우스베르크 노르트 방면 |
| 동역 포츠담 방면                    | S7         | 오스트크로이츠 아렌스펠데 방면              |
| 시·종착역                           | S75        | 오스트크로이츠 바르텐베르크 방면            |
| 동역 슈판다우 방면                  | S9         | 트레프토어 파르크 BER 공항 방면             |
| 베를린 지하철 1호선                 |            |                                             |
| 슐레지셰스 토어 울란트슈트라세 방면 | U1         | 시·종착역                                   |
| 베를린 지하철 3호선                 |            |                                             |
| 슐레지셰스 토어 크루메 랑케 방면    | U3         | 시·종착역                                   |